# Fredrik Saltzman den yngre
Fredrik Saltzman, född 28 juli 1881 i Lampis, död 2 augusti 1972 i Helsingfors, var en finländsk läkare. Han var son till Fredrik Saltzman (1839–1914) och far till Georg-Fredrik Saltzman.
Saltzman blev filosofie magister 1907, medicine och kirurgie doktor 1914 samt verkade 1912–1925 vid olika sjukhus i Helsingfors. Han var 1919–1948 docent i invärtes medicin vid Helsingfors universitet och 1927–1948 överläkare vid Maria sjukhus medicinska avdelning. Han tilldelades professors titel 1938 och skötte 1943–1946 den nyinrättade svenskspråkiga professuren i ämnet vid Helsingfors universitet. Han var bland annat ordförande i Samfundet Folkhälsan 1951–1961, i Finska Läkaresällskapet 1936 och blev hedersledamot där 1948. Han är främst känd för sina studier över perniciös anemi.